# Anna Wise
Anna Wise (* 16. Februar 1991) ist eine US-amerikanische Sängerin, die als Mitglied der Bands Sonnymoon und Built to Fade unabhängig Musik veröffentlicht hat. Sie wurde durch ihre Zusammenarbeit mit dem Rapper Kendrick Lamar und der Hip-Hop Gruppe CunninLynguists bekannter. Für ihre Zusammenarbeit mit Lamar für These Walls gewann sie einen Grammy Award.

## Leben
Wise begann ihre musikalische Karriere mit der Band Sonnymoon, einer Zusammenarbeit mit Dane Orr, den sie während ihres Studiums am Berklee College of Music kennenlernte.
Sie war Teil der Gruppe Built to Fade zusammen mit Dane Ferguson, Zoe Wick und Kno. Während Wise mit Sonnymoon auf Tour war, kontaktierte Kendrick Lamar sie, nachdem dieser durch einen anderen Rapper auf ihre YouTube-Videos aufmerksam gemacht worden war. Inzwischen arbeitet sie regelmäßig mit Lamar zusammen und ist auf 11 Tracks zu hören. Seit 2016 hat sie vier Soloalben veröffentlicht.

## Diskografie

### Studioalben
| Titel                 | Veröffentlichung |
| --------------------- | ---------------- |
| The Feminine: Act II  | 17. Februar 2017 |
| Geovariance           | 27. Juni 2018    |
| As If It Were Forever | 18. Oktober 2019 |
| Subtle Body Dawn      | 16. Februar 2023 |

### Extended Plays
| Titel               | Veröffentlichung |
| ------------------- | ---------------- |
| The Feminine: Act I | 26. April 2016   |

### Singles
| Titel                 | Jahr | Album                                                  |
| --------------------- | ---- | ------------------------------------------------------ |
| Precious Possession   | 2016 | The Feminine: Act I                                    |
| BitchSlut             | 2016 | The Feminine: Act I                                    |
| Coconuts              | 2017 | The Feminine: Act II                                   |
| Easy(mit Xavier Omär) | 2018 | Insecure: Music from the HBO Original Series, Season 3 |

## Preise und Nominierungen
| Jahr | Preis         | Kategorie                 | Werk                    | Resultat  |
| ---- | ------------- | ------------------------- | ----------------------- | --------- |
| 2014 | Grammy Awards | Album of the Year         | Good Kid, M.A.A.D. City | Nominiert |
| 2016 | Grammy Awards | Album of the Year         | To Pimp a Butterfly     | Nominiert |
| 2016 | Grammy Awards | Best Rap/Sung Performance | "These Walls"           | Gewonnen  |